# Morimopsis
Morimopsis – rodzaj chrząszczy z rodziny kózkowatych i podrodziny zgrzypikowych.

## Zasięg występowania
Przedstawiciele tego rodzaju występują na Subkontynencie Indyjskim.

## Systematyka
Do Morimopsis należy 12 gatunków:
- Morimopsis assamensis
- Morimopsis dalihodi
- Morimopsis dembickyi
- Morimopsis glabripennis
- Morimopsis granulipennis
- Morimopsis hartmanni
- Morimopsis holzschuhi
- Morimopsis lacrymans
- Morimopsis mussardi
- Morimopsis schmidti
- Morimopsis truncatipennis
- Morimopsis unicolor